# Manx voetbalelftal (mannen)
Het Manx voetbalelftal is het voetbalteam dat het eiland Man vertegenwoordigt. Man is een eiland tussen Ierland en Engeland. Het team is noch bij de UEFA noch bij de FIFA aangesloten en mag dus ook niet deelnemen aan internationale toernooien.
Elk jaar neemt het team deel aan de Celtic Nations Cup, een toernooi voor semiprofessionele teams uit Man, Schotland, Ierland en Noord-Ierland. In 2000 won Man dit toernooi in de finale tegen Schotland met 1-0.
Een andere competitie waaraan deel wordt genomen is het Steam Packet Football Festival waaraan ook clubs deelnemen uit lagere klassen van de Football League. Burnley FC, een vroegere Engelse grootmacht werd in 2000 beentje gelicht met 1-0.

1 CONCACAF-lid · 2 geassocieerd CAF-lid · 3 geassocieerd OFC-lid · 4 geassocieerd AFC-lid